# Pěčín
Pěčín – gmina w Czechach, w powiecie Rychnov nad Kněžnou, w kraju hradeckim. Według danych z dnia 1 stycznia 2013 liczyła 496 mieszkańców.
W miejscowości jest przystanek kolejowy Pěčín.